# Pigeon de Jamaïque
Patagioenas caribaea
Espèce
Statut de conservation UICN

 VU B1ab(i,ii,iii,v);C2a(ii) : Vulnérable
Le Pigeon de Jamaïque (Patagioenas caribaea) est une espèce d'oiseaux de la famille des Columbidae. Il est menacé par la perte de son habitat.

## Distribution

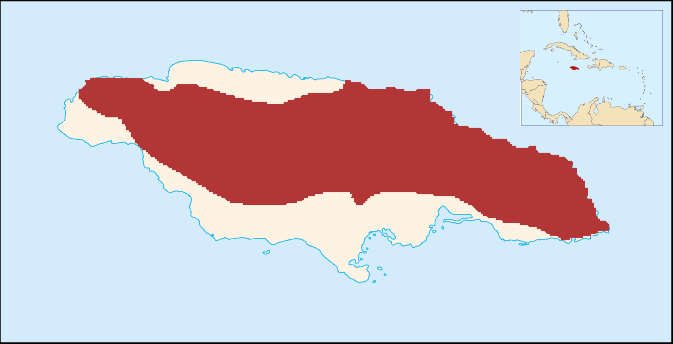

Cet oiseau est endémique de la Jamaïque.

## Habitat
Son habitat naturel est les forêts humides subtropicales ou tropicales.

## Publication originale
- Jacquin, 1784 : Beytrage zur Geschichte der Vogel. Vienna, p. 1-31